# Artibeus lituratus
Artibeus lituratus là một loài động vật có vú trong họ Dơi mũi lá, bộ Dơi. Loài này được Olfers mô tả năm 1818.

## Hình ảnh

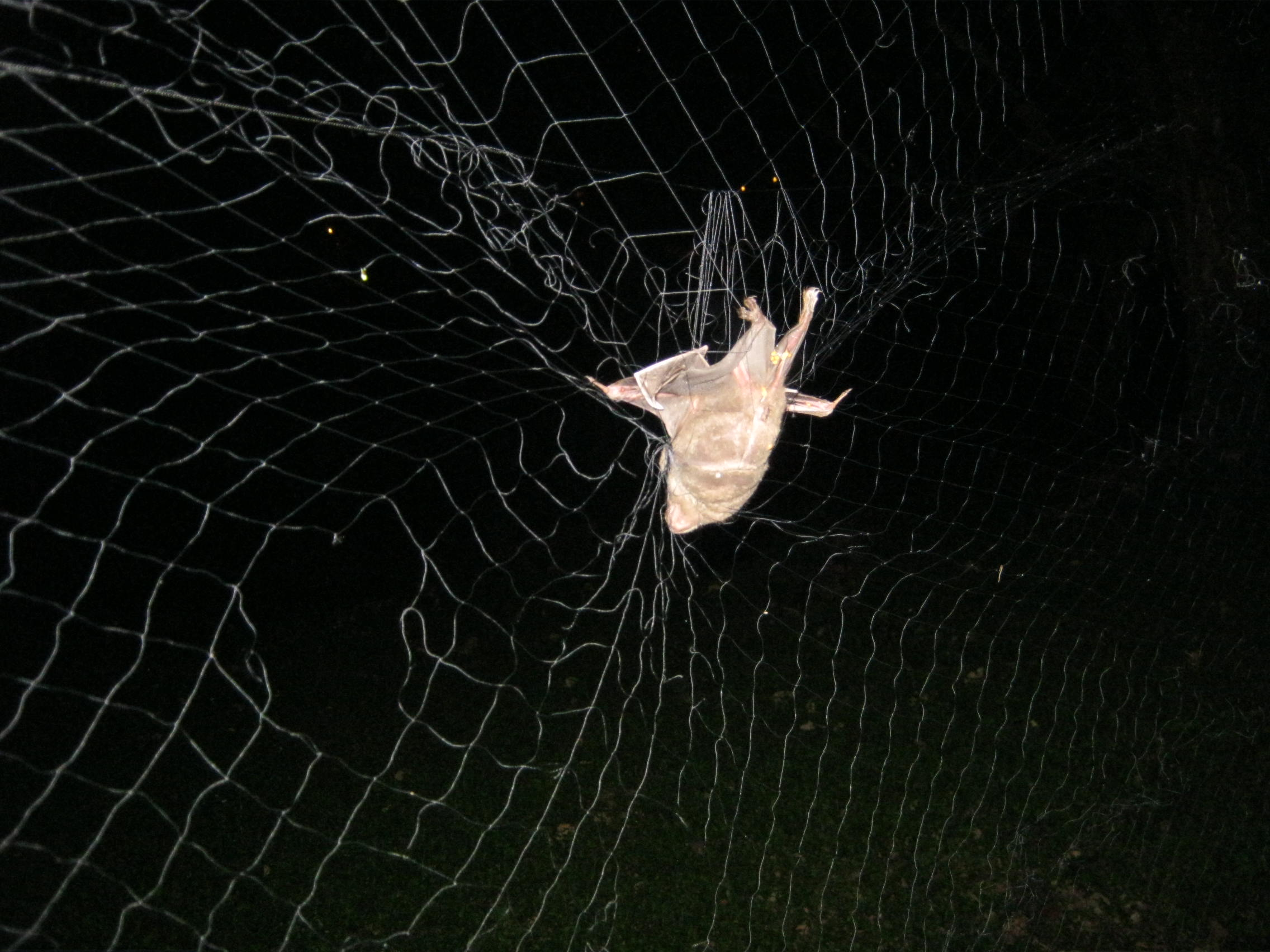
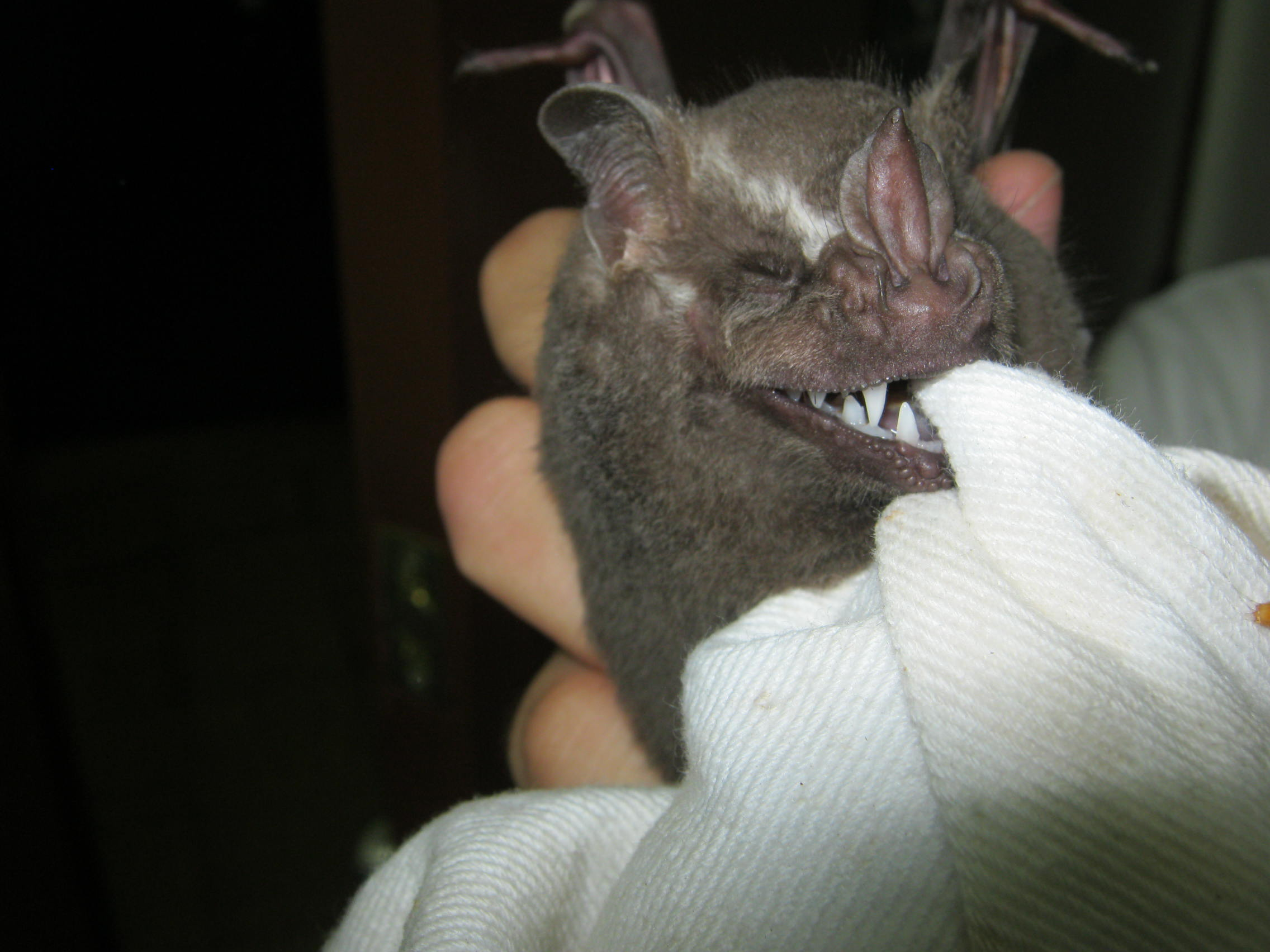
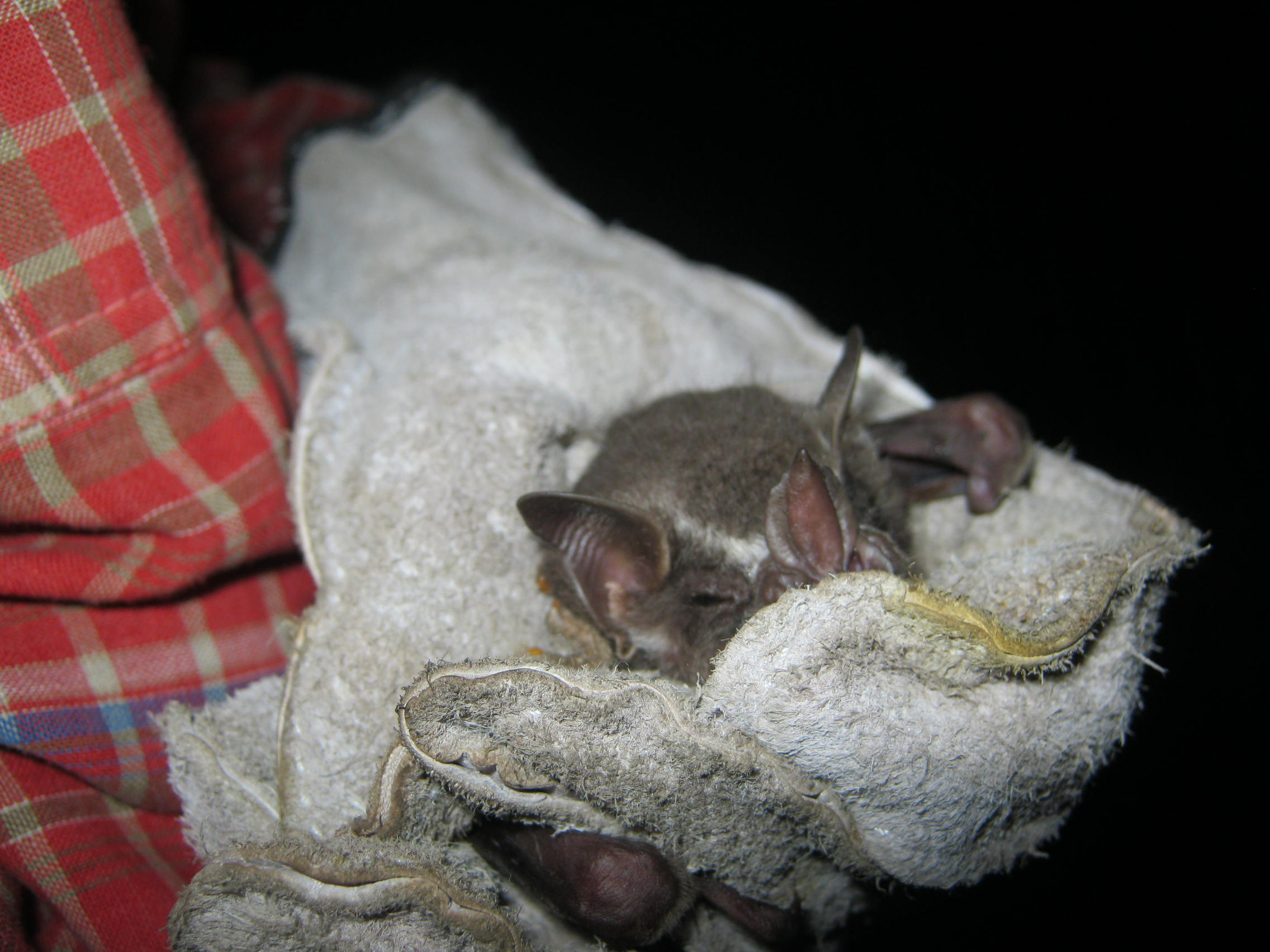